# Vila na Karlově
Vila na Karlově je památkově chráněný objekt v odlehlé oblasti u Dobré Vody u Hartmanic v okrese Klatovy, který byl vystavěn roku 1868.

## Historie
Novorenesanční vila, jejímž autorem byl ředitel kašperskohorské Odborné školy pro zpracování dřeva, byla vystavěna v roce 1868 a ke konci 19. století byla doplněna o kašnu a kapli svatého Marka s cibulovitou bání, jež vznikla snad podle projektu Heinricha Ferstla a je dnes také památkově chráněná. Stojí na místě bývalé horské usedlosti Pscheidlhof.
Po druhé světové válce střídala vila své majitele (např. Učňovská škola v Sušici, Horské pastvinářské družstvo Hartmanice, Státní statek Hartmanice). Od roku 1952 se objekt nacházel ve Vojenském újezdu Dobrá Voda, a proto byl spravován ministerstvem obrany. V letech 1989–2008 se ve vile nacházelo vojenské rekreační středisko. V roce 2015 odkoupil areál Miroslav Dvořák a začal s jeho rekonstrukcí, během níž na pozemku vznikl soukromý heliport.

## Popis
Reprezentativní objekt, typově na pomezí vily a zámečku, na členitém půdorysu s dvěma věžemi a citlivě zasazený do šumavské přírody, stojí volně v nevelikém parku. Budova je částečně hrázděná. V interiéru se dochovaly cenné dřevěné elementy (reprezentativní schodiště či obložení jídelny v severním křídle), šestice kachlových kamen a několik kusů původního mobiliáře.